# Colm Keegan
Colm Keegan, född 2 augusti 1989, är från Dublin, Irland. Han är medlem i bandet Celtic Thunder sedan 2012. Han var bakgrundssångare på Celtic Womans skiva Celtic Woman: Believe 2011.  Keegan har tagit ett sabbatsår från gruppen 2016 för att slutföra sina universitetsstudier.